# Жидкокристаллическое видение
«Жидкокристаллическое ви́дение» (англ. Liquid Crystal Vision) — фильм о психоделической культуре, гоа-движении, и трансе в целом.
В съемках этого фильма участвовали музыканты из проекта Shpongle.
Премьера фильма состоялась 1 января 2002 года в США.

## Содержание
Фильм состоит из рассказа о гоа-движении и машинно-генерируемых трёхмерных «психоделических» образов.
Также в фильм включены эксклюзивные фоторепортажи, снятые в разных частях земного шара: в Европе — Великобритании и Португалии, в Азии — Индии, Лаосе, Камбодже и на Гималаях.
В фильме показаны интервью с группой Shpongle и другими музыкантами из Великобритании и Индии. Также имеется рассказ специалистов о создании специальных визуальных образов.